# 水上街道
水上街道，是中华人民共和国广西壮族自治区柳州市城中区下辖的一个乡镇级行政单位。

## 行政区划
水上街道下辖以下地区：
水上虚拟社区。